# Orde van de Rode Vlag (Azerbeidzjaanse Socialistische Sovjetrepubliek)
De Orde van de Rode Vlag (Azerbeidzjaans: "Qırmızı Bayraq» Ordeninə") van de Azerbeidzjaanse Socialistische Sovjetrepubliek werd in 1920 ingesteld. De oude Tsaristische ridderorden waren afgeschaft en deze socialistische orde met een enkele graad was de hoogste onderscheiding van de jonge volksrepubliek..
Het draagbare insigne van de Orde van de Rode Vlag was een geëmailleerd medaillon. Dit medaillon werd op de borst gespeld. Symbolen van het communisme staan centraal zoals hamer en sikkel, rode vlag en rode ster. Het ontwerp is modern en breekt volledig met de op het kruis gebaseerde vormentaal van de oudere Russische onderscheidingen. De oproep "Arbeiders aller landen verenigt u" is op de vlag in Arabische letters en in cyrillisch schrift vervat. De halve maan is een Mohammedaans symbool.